# Biggest Mistake
Biggest Mistake è un singolo del gruppo musicale inglese The Rolling Stones, pubblicato il 21 agosto 2006 come terzo e ultimo estratto dall'album A Bigger Bang.
Raggiunse il n° 51 nel Regno Unito.

## Il brano
È una canzone pop rock con un arrangiamento basato fortemente sulla chitarra folk e testi che raccontano la storia di un uomo più anziano che si innamora ma poi abbandona la sua partner. Potrebbe essere la relazione fallita tra Jagger e la modella Jerry Hall. A partire dalla fine di luglio, la canzone ha ricevuto un'ampia trasmissione radiofonica, in particolare sulla BBC Radio 2, dov'è rimasta sulla playlist principale per quattro settimane.

## Tracce
Testi e musiche di Jagger e Richards, tranne ove indicato.

### 7"
Lato A
1. Biggest Mistake - 4:07

Lato B
1. Hand of Fate (live)

### CD
1. Biggest Mistake - 4:07
2. Dance (Pt. 1)  (live) 6:01 (Jagger, Richards, Wood)
3. Before They Make Me Run (live) - 3:54

## Classifiche
| Classifica (2006) | Posizione massima |
| ----------------- | ----------------- |
| Germania          | 94                |
| Italia            | 27                |
| Paesi Bassi       | 77                |
| Regno Unito       | 51                |